# Церковь Покрова Пресвятой Богородицы (Югостицы)
Церковь Покрова Пресвятой Богородицы или Покровская церковь — православный храм в деревне Югостицы, Лужского района Ленинградской области. Церковь построена в середине XIX века.
Входит в комплекс усадьбы Белосельских-Белозерских. Является памятником градостроительства и архитектуры.

## История
Первоначально в Югостицах располагалась деревянная церковь по имя Покрова. Её строительство относится к 1694 году. Строителем выступил помещик Стефан Евстафиевич Зиновьев. Храм освятили в том же году, позднее — в 1826-м, 1842-м и 1843-м годах антиминсы главного и боковых престолов несколько раз также освящались. Эта постройка не сохранилась, её разобрали в 1874 году.
Новая каменная пятиглавая церковь, высотой более 36 метров, была заложена в 1853 году наследниками князя Белосельского-Белозерского, которые владели усадьбой в Югостицах. Храм освящён 1 октября 1859 года во имя Покрова Божией Матери. Строительством занимался некий крестьянин из Тверской губернии под наблюдением архитектора Романова. Работы обошлись в 40 тыс. рублей серебром. Антиминс освящён епископом Арсением и подписан митрополитом Исидором.
В церкви хранилась икона Покрова Божией Матери, перенесенная из старого деревянного храма. Прихожане считали её чудотворной. Считалось, что первоначально икона находилась в часовне Великомученика Георгия, а после пожара в ней была найдена невредимой, только почерневшей от дыма. При попытках подновить икону, та якобы «не допустила к себе художника», который пытался целую неделю приступить к работе. Также в церкви имелась ещё одна чудотворная икона Анастасии Великомученицы, перенесённая сюда из села Заполье. Кроме икон, в храме хранились старинные брачные венцы, а также два евенгелия 1677-го и 1751-го годов.
Приход церкви был небогат (мужского пола — 491, женского пола — 610), её несколько раз повышали и понижали в классе, то расширяя, то сокращая штат. На средства Белосельских-Белозерских для священника, дьячка и причётчика были приобретены или построены дома. В приходе имелось своё кладбище с часовней часовня, в которую 6-го августа организовывался крестный ход. В день Анастасии (29 октября) проводили ещё один крестный ход вокруг погоста и служили водосвятный молебен в часовне у Череменецкого озера. По местному преданию, это соблюдалось в память того, что некогда литовцы, ограбив Петровский погост и, желая с награбленной добычей переправиться прямо в Югостицы, утонули в болотах.
Церковь закрыли в 1930-х годах. Во время Великой Отечественной войны территория Лужского района была оккупирована немецкими войсками, но храм возобновил свою работу. В ходе боевых действий по освобождению от немцев, здание церкви частично разрушили. При этом, ещё в течение нескольких десятилетий здесь сохранялся купол, также со временем обрушившийся

## Галерея

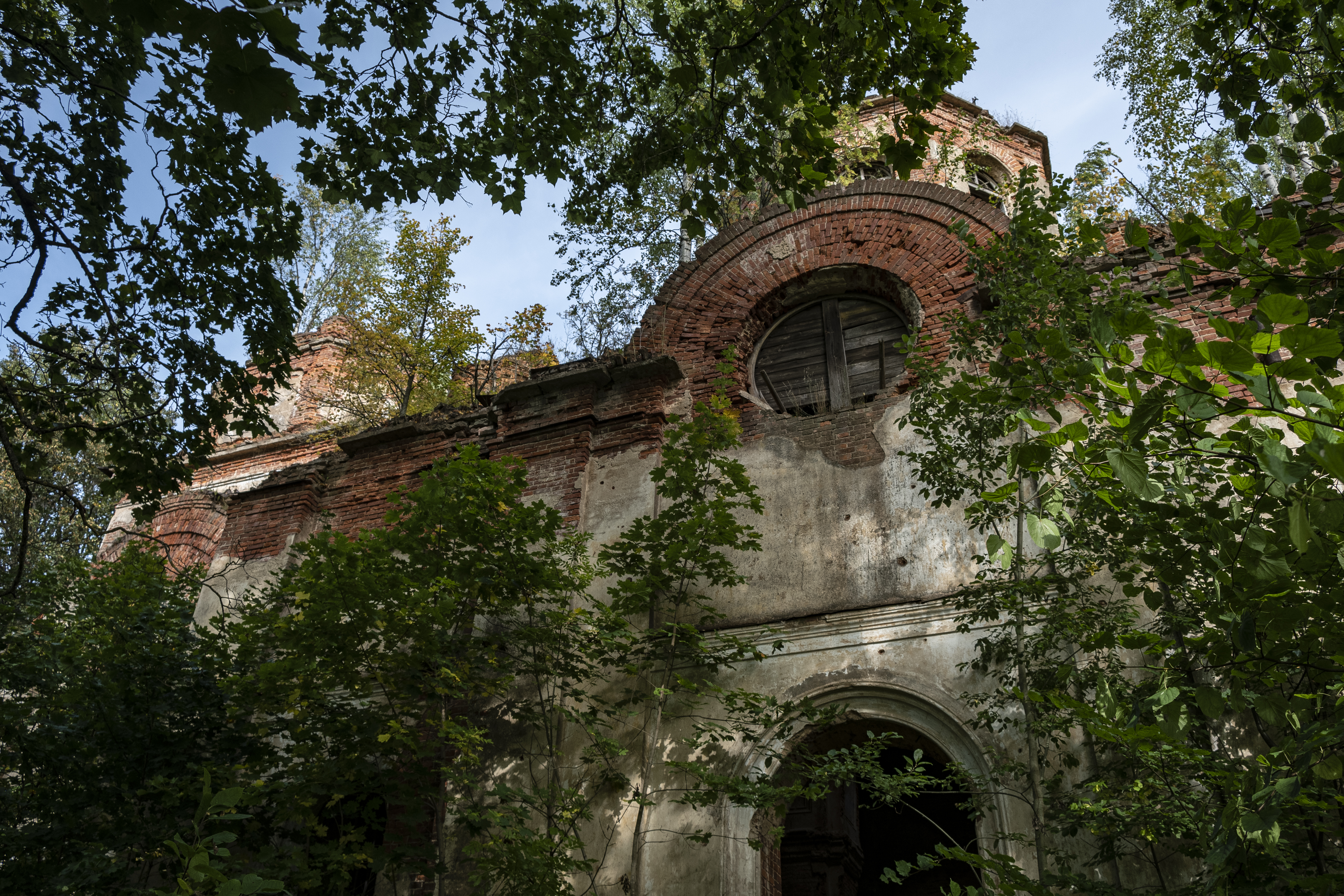
Вид через деревья
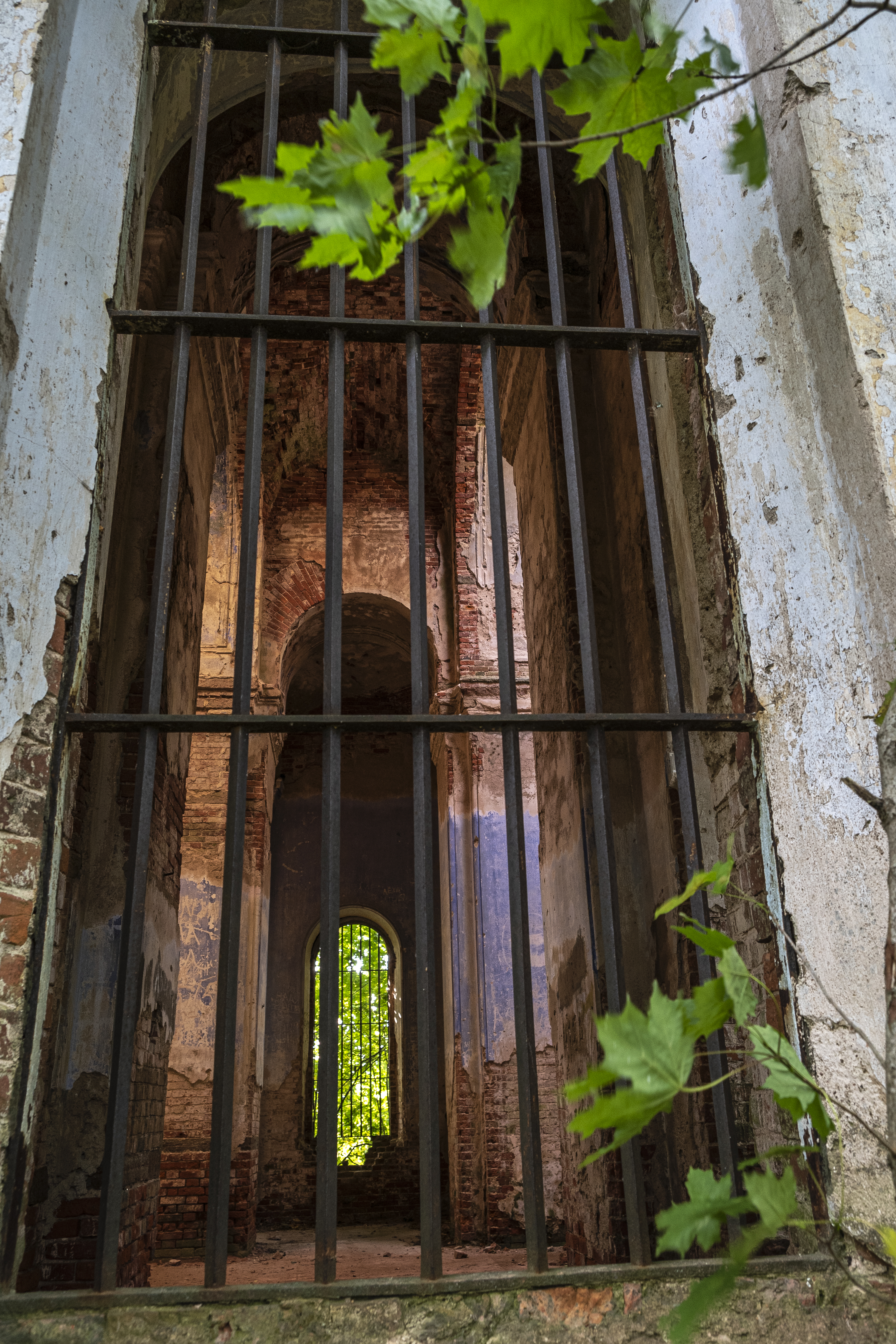
Вид через окно
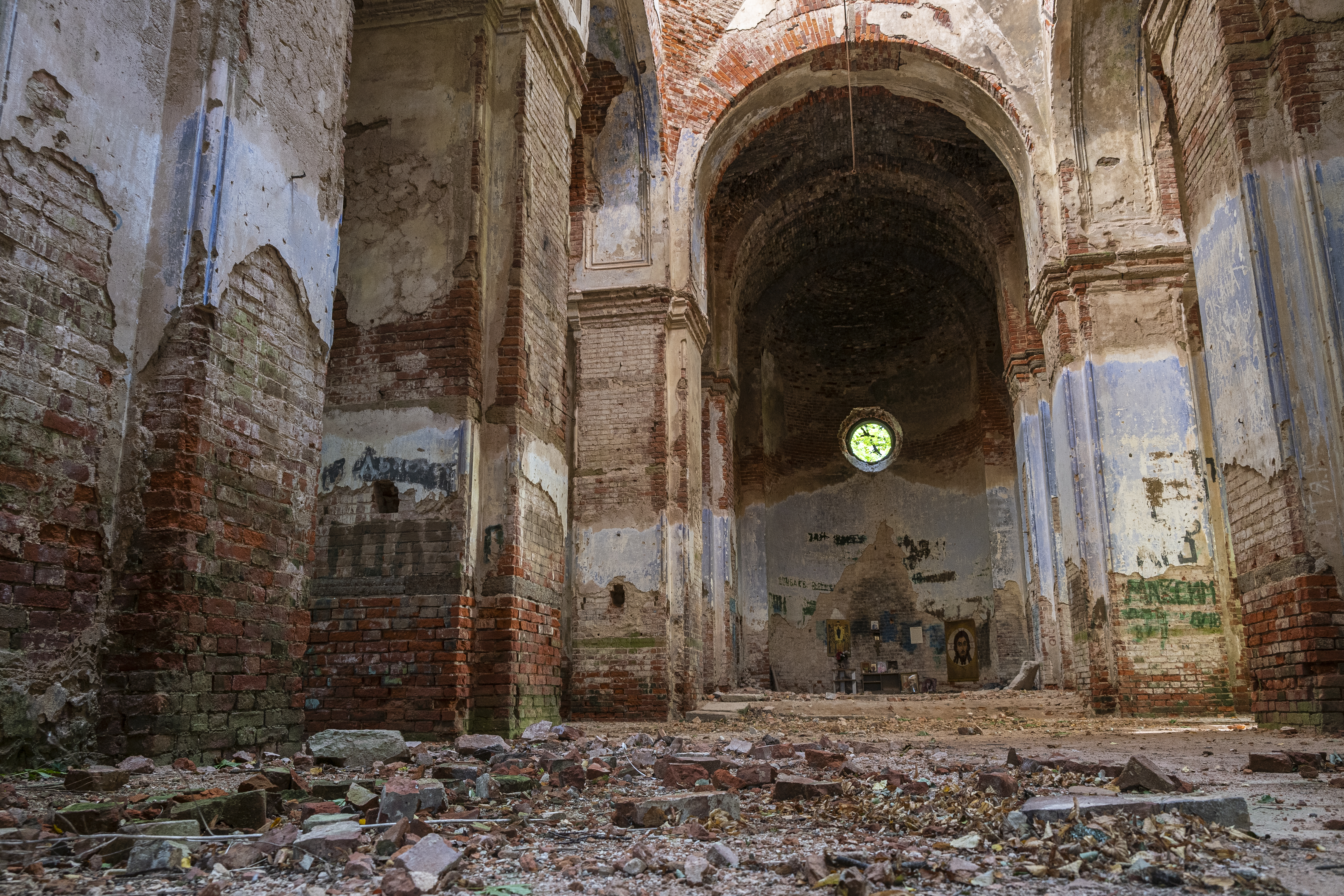
Церковь изнутри
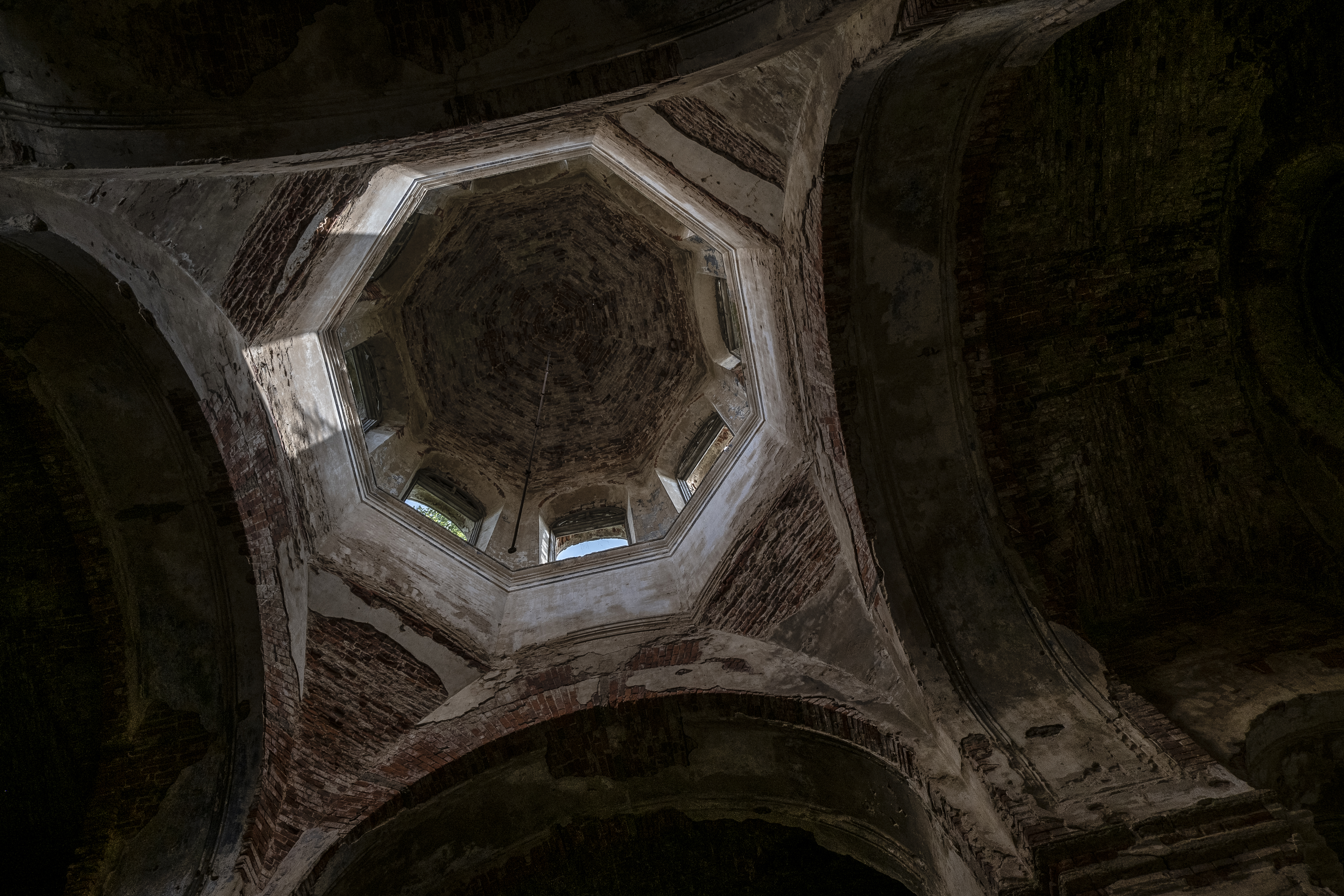
Купол церкви